# Tang Yongshu
Tang Yongshu (chinesisch 唐永淑, Pinyin Táng Yǒngshū, * 5. Januar 1975 in Sichuan, später bekannt als Tang Hetian, 唐鶴恬 / 唐鹤恬,  Táng Hètián) ist eine ehemalige chinesische Badmintonspielerin, die zum Ende ihrer Karriere für Australien startete.

## Karriere
Tang Yongshu wurde 1997 Vizeweltmeisterin im Damendoppel mit Qin Yiyuan. 1995 hatten beide bereits Bronze mit erkämpft. Bei der Asienmeisterschaft des gleichen Jahres reichte es zu Silber. Die Silbermedaille errangen beide bei Olympia 1996. Als Tang Hetian gewann sie 1998 bei den Asienmeisterschaften zwei Medaillen in den Doppeldisziplinen. Im Mixed konnte sie sich Bronze mit Chen Gang erkämpfen. Zu Silber reichte es im Damendoppel mit Qin Yiyuan. Die Denmark  Open der Saison 1998/1999 gewann sie mit ihr ebenfalls.

## Sportliche Erfolge
| Saison    | Veranstaltung       | Disziplin   | Platz | Name                         |
| --------- | ------------------- | ----------- | ----- | ---------------------------- |
| 1995      | China Open          | Damendoppel | 3     | Qin Yiyuan / Tang Yongshu    |
| 1995      | Asienmeisterschaft  | Damendoppel | 2     | Qin Yiyuan / Tang Yongshu    |
| 1995      | Weltmeisterschaft   | Damendoppel | 3     | Qin Yiyuan / Tang Yongshu    |
| 1996      | Olympia             | Damendoppel | 3     | Qin Yiyuan / Tang Yongshu    |
| 1996      | Japan Open          | Damendoppel | 3     | Qin Yiyuan / Tang Yongshu    |
| 1997      | Japan Open          | Damendoppel | 3     | Qin Yiyuan / Tang Yongshu    |
| 1997      | China Open          | Damendoppel | 2     | Qin Yiyuan / Tang Yongshu    |
| 1997      | Thailand Open       | Mixed       | 3     | Tao Xiaoqiang / Tang Yongshu |
| 1997      | Thailand Open       | Damendoppel | 1     | Qin Yiyuan / Tang Yongshu    |
| 1997      | Weltmeisterschaft   | Damendoppel | 2     | Tang Yongshu / Qin Yiyuan    |
| 1998      | Japan Open          | Mixed       | 3     | Chen Gang / Tang Yongshu     |
| 1998      | Japan Open          | Damendoppel | 2     | Qin Yiyuan / Tang Yongshu    |
| 1998      | Swedish Open        | Mixed       | 2     | Chen Gang / Tang Yongshu     |
| 1998      | All England         | Damendoppel | 3     | Qin Yiyuan / Tang Yongshu    |
| 1998      | Asienmeisterschaft  | Damendoppel | 2     | Qin Yiyuan / Tang Hetian     |
| 1998      | Asienmeisterschaft  | Mixed       | 3     | Chen Gang / Tang Hetian      |
| 1998/1999 | Denmark Open        | Damendoppel | 1     | Qin Yiyuan / Tang Hetian     |
| 2013      | Welsh International | Damendoppel | 1     | Tang Hetian / Renuga Veeran  |